# Nicolaus Ehrenreich Anton Schmid
Nicolaus Ehrenreich Anton Schmid (auch: Nikolaus Ehrenreich Anton Schmid und Nikolaus Ehrenreich Schmid sowie Nicolaus Schmidt; und Nicolaus Schmidt; geboren 4. August 1717 in Lüneburg; gestorben 6. Februar 1785 in Hannover) war ein deutscher Goldschmied, Mechaniker und Autor.

## Leben
Der während der Personalunion zwischen Großbritannien und Hannover im Kurfürstentum Braunschweig-Lüneburg geborene Nicolaus Ehrenreich Anton Schmid betrieb von 1748 bis 1770 in Hannover beziehungsweise in der Calenberger Neustadt ein Geschäft als Goldschmied. Nebenher arbeitete er als Mechaniker und fertigte insbesondere stark nachgefragte Brennspiegel und Magnete.
Schmid verfasste sowohl gebundene Schriften, die in zum Teil mehreren Auflagen erschienen, aber auch Aufsätze etwa im Hannövrischen Magazin. „Großes Aufsehen“ erlangte sein 1766 erstmals herausgegebenes  schriftliches Hauptwerk Von den Weltkörpern, das 1772 in zweiter Auflage und 1774 in niederländischer Übersetzung erschien.

## Schriften (Auswahl)
- Von den Weltkörpern zur gemeinnützigen Kenntniß der großen Werke Gottes, Hannover, 1766; Digitalisat der Bayerischen Staatsbibliothek (BSB)
- Die Rechenkunst. In zweenen Theilen / von N. Schmid, Leipzig: In der Dyckischen Buchhandlung, 1774